# Яскари, Аатос
Туомас Аатос Юли-Яскари (фин. Tuomas Aatos Yli-Jaskari; 26 апреля 1904 — 16 марта 1962) — финский борец, призёр Олимпийских игр.
Отец Тауно Яскари, неоднократного призёра чемпионатов мира по вольной борьбе, участника четырёх Олимпиад.
Туомас Аатос Юли-Яскари родился в 1904 году в Нурмо (ныне — на территории Сейняйоки). В 1931 году стал чемпионом Финляндии как по греко-римской, так и по вольной борьбе. В 1932 году стал чемпионом Финляндии по вольной борьбе, а на Олимпийских играх в Лос-Анджелесе завоевал бронзовую медаль. В 1933, 1935 и 1937 годах вновь становился чемпионом Финляндии по вольной борьбе. В 1936 году принял участие в соревнованиях по вольной борьбе на Олимпийских играх в Берлине, но на этот раз стал лишь пятым. По ходу турнира победил итальянского борца Марчелло Ниццолу.